# Georg de Pottere
Georg Anton de Pottere (geboren 1. Juli 1875 in Germán (Banat), Österreich-Ungarn; gestorben 27. Februar 1951 in Graz) war ein österreichisch-ungarischer Diplomat und antisemitischer Publizist.

## Leben
Georg de Pottere war Sohn des Rittmeisters im 2. Hannoverschen Dragoner-Regiment Nr. 16 Anton de Pottere und der serbischen Adligen Anna Konstantinović. Pottere absolvierte die Orientalische Akademie in Wien und trat 1899 als Attaché in den diplomatischen Dienst Österreich-Ungarns ein. Er war in Sofia und Tanger und Casablanca eingesetzt, war 1909 im Range eines Konsuls im Außenministerium tätig und war 1912/13 Geschäftsträger der Gesandtschaft in Mexiko. Während des Ersten Weltkriegs war er wieder in Wien tätig und vertrat imperiale Kriegsziele eines Großösterreichs. Von Juli bis November 1918 war er österreichisch-ungarischer Generalkonsul in Russland und Beobachter des Roten Terrors.
1919 wurde er in der Republik Österreich in den Ruhestand versetzt und war ohne Anstellung, bis er 1928 beim österreichischen Generalkonsulat in Paris eine untergeordnete und nur zeitweise Anstellung fand. 1935 war er in München Hilfsbeamter des ungarischen Generalkonsulats.
Pottere war Anfang der 1920er Jahre Mitglied der „Partei der österreichischen Monarchisten“ und gründete die Selbstschutzorganisation Ostara. Pottere war in der Republik Österreich und europaweit zwischen 1918 und 1939 ein vielseitiger Organisator von antisemitischen Aktivitäten. Seit 1921 gehörte er zu den Organisatoren des „Internationalen Wiener Antisemitenkongress“ und pflegte Kontakte in Europa zur Schaffung einer „Internationale des Antisemitismus“. Er gründete in Wien den „Arisch-christlichen Kulturbund“, 1928 in Paris die „Alliance Chrétienne Arienne“. Mit Ulrich Fleischhauer gründete er nach der Machtübergabe an die Nationalsozialisten in Erfurt 1933 das Nachrichtenbüro Welt-Dienst, während des Berner Prozesses unterstützte er Fleischhauer redaktionell. Die beiden trennten sich 1935, und Pottere versuchte 1936 mit Boris Tödtli einen Konkurrenzdienst in der Schweiz aufzuziehen, er wurde allerdings 1936 aus der Schweiz ausgewiesen. Während des Zweiten Weltkriegs lebte er in Budapest.

## Schriften (Auswahl)
- unter dem Pseudonym Egon van Winghene: Arische Rasse, christliche Kultur und das Judenproblem. Erfurt : U. Bodung, 1931, drei weitere Auflagen bis 1938
- Die österreichische Idee. Graz, 1950